# BEST 2010-2012
『BEST 2010-2012』は、SuGの初のベスト・アルバム。 2013年3月6日にポニーキャニオンから発売された。

## 解説
SuG活動休止後に発売された初のベスト・アルバム。ファンからBEST 2010-2012に収録されている楽曲の思い出など募集していた。
完全限定生産盤の"3939 BOX"、1CDのみの通常盤の2形態発売。3939BOXは2CD＋DVD。
初回盤収録DVD 「SuG公式ブートレグ!?」のみ
- 過去ツアー時の記録用に収録したライブ映像
- 未発表ドキュメント映像

MV集には全16曲が収録されている。
また、後に美空が追加される。

## 収録曲

### 3939 BOX
CD Disk-1
1. LOVE SCREAM PARTY(Rebirth Version)
  - LOVE SCREAM PARTYとしてはインディーズ1stアルバム「I SCREAM PARTY」収録曲
  - Rebirth Versionとしては「swee†oxic」通常版収録曲
2. R.P.G.〜Rockin' Playing Game
  - メジャー3rdシングル
3. gr8 story
  - メジャー1stシングル
4. ☆ギミギミ☆
  - メジャー5thシングル
5. Crazy Bunny Coaster
  - メジャー4thシングル
6. Vi-Vi-Vi <Rebirth Version>
  - Vi-Vi-Vi としてはインディーズ2ndアルバム「nOiZ stAr」収録曲
  - Rebirth Versionとしては「不完全Beautyfool Days」初回限定盤C　収録曲
7. 無条件幸福論
  - DVDシングル
8. 美空
  - 「Thrill Ride Pirates」通常版収録曲
9. Howling Magic
  - 「Lollipop Kingdom」収録曲
10. Pastel Horror Yum Yum Show
  - 「Lollipop Kingdom」収録曲
11. swee†oxic
  - メジャー8thシングル
12. mad$hip
  - 「Thrill Ride Pirates」収録曲
13. Toy Soldier
  - メジャー6thシングル
14. 小悪魔Sparkling
  - メジャー2ndシングル
15. 不完全Beautyfool Days
  - メジャー7thシングル
16. dot. 0
  - 「TOKYO MUZiCAL HOTEL」収録曲
17. 39GalaxyZ (album mix)
  - 39GalaxyZとしてはインディーズ5thシングル
  - album mixとしては「TOKYO MUZiCAL HOTEL」収録曲

CD Disk-2
1. don't stop da music
2. #9 garbage
3. ID fudge factor
4. fat inside horror
5. SWEET COUNT DOWN
6. きらきら
7. 夏音 -kanon-
8. milk tune.
9. 契約彼女、生贄彼氏
10. Five Starz ～五枚目俳優～
11. 16bit HERO3
12. G☆E☆T☆G
13. Boom Boom Neat
14. キニシィヤンキーズ
15. NO OUT NO LIFE
16. ときどきすてきなこのせかい

DVD Disk-1
- SuG Music Video Collection 2010-2012

1. gr8 story
2. dot. 0
3. 小悪魔Sparkling
4. Five Starz ～五枚目俳優～
5. R.P.G.〜Rockin' Playing Game
6. 無条件幸福論
7. Crazy Bunny Coaster
8. NO OUT NO LIFE
9. welcome II ～ mad$hip
10. ☆ギミギミ☆
11. Toy Soldier
12. 不完全Beautyfool Days
13. Pastel Horror Yum Yum Show
14. Howling Magic
15. swee†oxic
16. fat inside horror

- Official Bootleg Movie 2007-2012

1. 過去ツアー時の記録用に収録したライブ映像
2. 未発表ドキュメント映像

### 通常盤
- CD Disk-1のみ

## 品番
- 3939 BOX：PCCA-03805
- 通常盤：PCCA-03806